# トニー・ダンジー
トニー・ダンジー（Tony Dungy）、本名アンソニー・ケヴィン・ダンジー（Anthony Kevin Dungy, 1955年10月6日 - ）は、アメリカ合衆国ミシガン州ジャクソン出身のアメリカンフットボールの元選手、元コーチ、解説者。現役時代はセイフティとしてプレーしたが、現役生活は短く、タンパベイ・バッカニアーズとインディアナポリス・コルツで計13シーズンの間、ヘッドコーチを務めた名将と知られている。
1996年、ダンジーは、当時長期低迷して弱小チームの代名詞となっていたタンパベイ・バッカニアーズのヘッドコーチに就任した。ダンジーは、「タンパ2」と呼ばれるディフェンスの新システムを採用し、バッカニアーズをリーグ屈指の強力守備のチームへと育てた。バッカニアーズでの6シーズンの内、4シーズンでチームをプレーオフに導いたが、ダンジーがオフェンスについて保守的な姿勢を採ることをオーナーのマルコム・グレーザーに問題視され、2001年シーズンオフに解雇された。翌シーズン、オフェンスが得意なジョン・グルーデンヘッドコーチの下、バッカニアーズはスーパーボウル初制覇（第37回）を果たしたが、強力守備を構築したダンジーも評価され、2018年にはバッカニアーズの殿堂入りしている。
バッカニアーズを解雇されたダンジーは、翌シーズンからインディアナポリス・コルツのヘッドコーチに就任した。コルツでの7シーズン全てで、ダンジーはチームをプレーオフに導き、2006年シーズンにはコーチとして、スーパーボウル初制覇（第41回）を果たした。スーパーボウル制覇後も2シーズン指揮を執り、2008年シーズンをもって、コーチ業から引退した。引退後は、NBCで解説者を務めている。
2010年にコルツの殿堂入りした後、2016年にプロフットボール殿堂入りした。

## ヘッドコーチ成績
| チーム           | 年               | レギュラーシーズン | レギュラーシーズン | レギュラーシーズン | レギュラーシーズン | レギュラーシーズン | プレーオフ | プレーオフ | プレーオフ | プレーオフ                             |
| チーム           | 年               | 勝                 | 敗                 | 分                 | 率                 | 結果               | 勝         | 敗         | 率         | 結果                                   |
| ---------------- | ---------------- | ------------------ | ------------------ | ------------------ | ------------------ | ------------------ | ---------- | ---------- | ---------- | -------------------------------------- |
| バッカニアーズ   | 1996             | 6                  | 10                 | 0                  | .375               | NFC中地区4位       | –          | –          | –          | –                                      |
| バッカニアーズ   | 1997             | 10                 | 6                  | 0                  | .625               | NFC中地区2位       | 1          | 1          | .500       | ディビジョナル敗退（対パッカーズ）     |
| バッカニアーズ   | 1998             | 8                  | 8                  | 0                  | .500               | NFC中地区3位       | –          | –          | –          | –                                      |
| バッカニアーズ   | 1999             | 11                 | 5                  | 0                  | .688               | NFC中地区優勝      | 1          | 1          | .500       | NFC決勝敗退（対ラムズ）                |
| バッカニアーズ   | 2000             | 10                 | 6                  | 0                  | .625               | NFC中地区2位       | 0          | 1          | .000       | ワイルドカード敗退（対イーグルス）     |
| バッカニアーズ   | 2001             | 9                  | 7                  | 0                  | .562               | NFC中地区3位       | 0          | 1          | .000       | ワイルドカード敗退（対イーグルス）     |
| バッカニアーズ計 | バッカニアーズ計 | 54                 | 42                 | 0                  | .556               |                    | 2          | 4          | .333       |                                        |
| コルツ           | 2002             | 10                 | 6                  | 0                  | .625               | AFC南地区2位       | 0          | 1          | .000       | ワイルドカード敗退（対ジェッツ）       |
| コルツ           | 2003             | 12                 | 4                  | 0                  | .750               | AFC南地区優勝      | 2          | 1          | .666       | AFC決勝敗退（対ペイトリオッツ）        |
| コルツ           | 2004             | 12                 | 4                  | 0                  | .750               | AFC南地区優勝      | 1          | 1          | .500       | ディビジョナル敗退（対ペイトリオッツ） |
| コルツ           | 2005             | 14                 | 2                  | 0                  | .875               | AFC南地区優勝      | 0          | 1          | .000       | ディビジョナル敗退（対スティーラーズ） |
| コルツ           | 2006             | 12                 | 4                  | 0                  | .750               | AFC南地区優勝      | 4          | 0          | 1.000      | 第41回スーパーボウル制覇               |
| コルツ           | 2007             | 13                 | 3                  | 0                  | .813               | AFC南地区優勝      | 0          | 1          | .000       | ディビジョナル敗退（対チャージャーズ） |
| コルツ           | 2008             | 12                 | 4                  | 0                  | .750               | AFC南地区2位       | 0          | 1          | .000       | ワイルドカード敗退（対チャージャーズ） |
| コルツ計         | コルツ計         | 85                 | 27                 | 0                  | .759               |                    | 7          | 6          | .538       |                                        |
| 通算             | 通算             | 139                | 69                 | 0                  | .668               |                    | 9          | 10         | .474       |                                        |